# Charlene Holt
Verna Charlene Stavely (Snyder, Texas, Estados Unidos; 28 de abril de 1928-Condado de Williamson, Tennessee, Estados Unidos; 5 de abril de 1996), más conocida como Charlene Holt, fue una actriz estadounidense conocida por sus papeles secundarios en televisión y cine.

## Primeros años
Holt nació el 28 de abril de 1928 en Snyder, Texas, hija de Malcolm C. y Verna Vesta Stavely.
En 1966 interpretó el papel de Maudie en la película El Dorado junto con John Wayne y Robert Mitchum.